# Au diable la richesse
Pour plus de détails, voir Fiche technique et Distribution.
Au diable la richesse (titre original : Abbasso la ricchezza!) est une comédie satirique italienne réalisée par Gennaro Righelli, sortie en 1946.
Le film fait au suite à Au diable la misère du même réalisateur, sorti un an plus tôt.

## Synopsis
Le film suit les mésaventures de Gioconda Perfetti, une vendeuse de fruits romaine qui s'est enrichie grâce au marché noir. Elle quitte son Trastevere natal pour s'installer dans une splendide villa appartenant au comte Ghirani, avec sa sœur et un administrateur. Conquise par les manières raffinées du comte, elle accepte qu'il continue à occuper le sous-sol de la villa. Malgré les avertissements du comte sur l'ivresse que peut provoquer une richesse soudaine, la femme s'abandonne à la belle vie et se fait arnaquer par une bande d'escrocs, risquant même la prison. Seule l'intervention du comte, qui s'est pris d'affection pour elle, la tire d'affaire.
Mais cette affaire ne lui apprend rien et peu après, elle confie ses biens à un profiteur qui disparaît avec eux. Même les fiançailles de sa sœur Lucia avec un soldat américain qui prétend être riche s'avèrent être une tromperie, car le soldat est en réalité ruiné. Après tous ces déboires, Gioconda est contrainte de reprendre son activité dans la petite boutique du Trastevere, où sa sœur retrouve son ancien fiancé. Le comte, accablé de dettes, part à l'étranger et Gioconda, ayant entrevu la richesse, se retrouve seule.

## Fiche technique
- Titre français : Au diable la richesse ou À bas la richesse[1]
- Titre original italien : Abbasso la ricchezza![2]
- Réalisateur : Gennaro Righelli
- Scénario : Gennaro Righelli, Vittorio Calvino, Vittorio De Sica, Fabrizio Sarazani, Pietro Solari, Nicola Fausto Neroni
- Photographie : Aldo Tonti
- Montage : Gabriele Varriale
- Musique : Cesare A. Bixio, Felice Montagnini
- Décors : Ferruccio Sammartino
- Production : Riccardo Gualino
- Sociétés de production : Lux Film, Ora Film
- Pays de production :  Italie
- Langue originale : italien
- Format : Noir et blanc - 1,37:1 - Son mono - 35 mm
- Durée : 89 minutes
- Genre : Comédie satirique
- Dates de sortie :
  - Italie : 21 décembre 1946
  - France : 5 juillet 1949

## Distribution
- Anna Magnani : Gioconda Perfetti
- Vittorio De Sica : Comte Ghirani
- Laura Gore Anna, la femme de chambre
- Virgilio Riento : Don Nicola
- Zora Piazza : Lucia Perfetti
- John Garson : Lucky, le soldat américain
- Lauro Gazzolo : Commendator Bardacò
- Giuseppe Porelli : administrateur Bonifazio
- Vittorio Mottini : Nino
- Vito Annicchiarico : Tranquillo
- Domenico Gambino : le jardinier
- Galeazzo Benti : Rorò di Torretia
- Checco Durante : le marchand de légumes
- Anita Durante : Caterina
- Dina Romano : Marquise de Mendoza
- Enrico Glori : commissaire
- Giuseppe Pierozzi : député
- Edda Soligo : Zefira